# Eulepyroniella fasciata
Eulepyroniella fasciata är en insektsart som först beskrevs av William Lucas Distant 1908.  Eulepyroniella fasciata ingår i släktet Eulepyroniella och familjen spottstritar. Inga underarter finns listade i Catalogue of Life.